# El Rossinyol (revista)
El Rossinyol: art literatura i humorisme va ser una publicació reusenca que sortí el 1908 i el 1909.

## Història
La Redacció del periòdic diu en l'article de presentació del seu primer número que vol portar a terme una obra de cultura "encar que modesta, pel poc que valem, serà tant gran com qualsevol altre". Es defineix apolític: "El nostre periódic no será polític" però mostra una forta tendència progressista: "Despreciem tota idea que no sigui avençament de la societat, vers a la consecució de la llibertat i redempció humanes". Finalitza amb una petita referència a l'humorisme i a la literatura, i que l'humorisme contribueix a fer que el periòdic "pugui esser mes ben fruït per tothom, puig creiem que l'humor i la literatura pertanyen a una mateixa familia". Marc Ferran, l'estudiós de la premsa satírica reusenca, diu que el seu humorisme apareix amb comptagotes i és de poca qualitat.
El Rossinyol va tenir dues etapes. La primera s'acaba amb el número 13 (14-VII-1908) amb un article on es lamenten d'haver estat incompresos, pel poc èxit que havia obtingut la revista: "Lo Rossinyol amb el present nombre s'acomiada dels llegidors, dels amics […] El Rossinyol desapareix modestament, l'hi ha faltat ambient, li ha faltat públic i no ha volgut refilar...". La segona etapa s'engegà el 14 d'abril de l'any següent, amb el mateix to poc interessant, i tancarà definitivament amb el número 20 el 7 de novembre de 1909. Aquesta segona època, impresa i impulsada per Cosme Vidal, va ser un intent de recuperar els membres dispersos del Grup modernista de Reus que formaven la "Colla de ca l'Aladern".
El director va ser el periodista Francesc Magrinyà Solé. S'hi van publicar textos de Ramon Salvat, Cristobal Litrán, Francesc Recasens i Mercadé, Tomàs Martí, Josep Martorell Òdena, P. Redon, Josep Gispert Maimó, S. Castellví, Àngel Pallejà, Josep Alsina Jaumà i altres.

## Aspectes tècnics
Tenia la capçalera mixta amb el títol de la publicació gravat i quatre pàgines mida foli. Era quinzenal i sortia el primer i tercer diumenge de cada mes. Els continguts eren bilingües, amb preeminència del català. S'imprimí a la impremta de Carreras i Vila, i una última època a la de ca l'Aladern, on aquest encara intentava divulgar els principis modernistes.

## Localització
- Una col·lecció a la Biblioteca Central Xavier Amorós de Reus.[4]
- Una col·lecció a la Biblioteca del Centre de Lectura i a la Biblioteca de Catalunya.[5]